# Thiania chrysogramma
Thiania chrysogramma är en spindelart som beskrevs av Simon 1901. Thiania chrysogramma ingår i släktet Thiania och familjen hoppspindlar. Inga underarter finns listade i Catalogue of Life.